# Memphrémagog
Memphrémagog ist eine regionale Grafschaftsgemeinde (französisch municipalité régionale de comté, MRC) in der kanadischen Provinz Québec.
Sie liegt in der Verwaltungsregion Estrie und besteht aus 17 untergeordneten Verwaltungseinheiten (zwei Städte, acht Gemeinden, vier Kantonsgemeinden und drei Dörfer). Die MRC wurde am 1. Januar 1982 gegründet. Der Hauptort ist Magog. Die Einwohnerzahl beträgt 50.415 (Stand: 2016) und die Fläche 1.319,29 km², was einer Bevölkerungsdichte von 38,2 Einwohnern je km² entspricht.

## Gliederung
Stadt (ville)
- Magog
- Stanstead

Gemeinde (municipalité)
- Austin
- Bolton-Est
- Eastman
- Hatley
- Ogden
- Saint-Benoît-du-Lac
- Sainte-Catherine-de-Hatley
- Saint-Étienne-de-Bolton

Kantonsgemeinde (municipalité de canton)
- Hatley
- Orford
- Potton
- Stanstead

Dorf (municipalité de village)
- Ayer’s Cliff
- North Hatley
- Stukely-Sud

## Angrenzende MRC und vergleichbare Gebiete
- Brome-Missisquoi
- La Haute-Yamaska
- Le Val-Saint-François
- Sherbrooke
- Coaticook
- Orleans County, Vermont, USA